# Rafael Edwards Salas
Monseñor Rafael Edwards Salas (Santiago, 6 de enero de 1878 - 5 de agosto de 1938) fue un sacerdote, profesor y obispo chileno que se desempeñó auxiliarmente en la arquidiócesis de Santiago de Chile y como vicario militar castrense de Chile.

## Primeros años de vida
Fue hijo de Eduardo Edwards Garriga y de Javiera Salas Errázuriz, recibió el bautizmo el mismo día de su nacimiento en la Parroquia El Sagrario. Estudios en Colegio San Ignacio; Seminario de Santiago; Pontificio Colegio Pio Latino Americano; Universidad Gregoriana de Roma; Academia Romana de Santo Tomás de Aquino; doctorado en Filosofía.

## Sacerdocio
De regreso en Chile, recibió el orden sacerdotal de manos del Arzobispo de Santiago Mariano Casanova, el 23 de noviembre de 1901. 
Fue profesor del Seminario en las cátedras de filosofía y teología; Profesor del Instituto de Humanidades Luis Campino; Vicedirector de la Sociedad de Obreros de San José; Capellán de la Visitación 1903; Director del diario El País 1901-1905; sirvió la parroquia de La estampa 1905-1913.

## Obispo
El 3 de mayo de 1910, el Papa San Pío X, creó la Vicaría General Castrense y el 27 de mayo de 1910 fue nombrado su primer vicario; obispo titular de Dodona 1910, recibiendo la consagración episcopal el 31 de octubre de 1915.
Fundó la Juventud Católica Femenina, cuya primera presidenta fue Teresa Ossandón Guzmán, y la Cruzada Eucarística para los Niños; asesor general de la Acción Católica; Obispo Auxiliar de Santiago el 22 de junio de 1921; Presidente de los Congresos Eucarísticos y, como tal, organizó los que se celebraron en Santiago, Concepción y La Serena; promotor de la coronación de la Santísima Virgen del Carmen 1926.

## Defensa de los derechos del pueblo rapanui
Quizás la más polémica y notoria de sus acciones fue la activa defensa de los derechos conculcados del pueblo rapanui, situación que asume como vicario castrense ante denuncias de los oficiales de la Armada que mediante sumarios e informaciones oficiales dan cuenta de abusos y amenazas a la soberanía nacional, interviniendo el obispo a través de fuertes campañas de prensa para la restitución de la propiedad de los rapanui, tanto de su tierra como de sus animales.  En 1917 "entrega hijuelas" a "todas las familias rapanui"  lo que se ha interpretado como el reconocimiento oficial de los territorios que las familias rapanui ya ocupaban desde antes que la isla fuese chilena.   En virtud de todas sus gestiones, en la actualidad solo los rapanui pueden ser "propietarios de la tierra" en Isla de Pascua.
El año 2015, investigadores de la Universidad de Chile recopilan y publican en un solo volumen sus artículos, informes e intervenciones alusivas a isla de Pascua y la comunidad rapanui.

## Otras actividades y roles
El 15 de julio de 1906 ingresó en la Venerable Orden Tercera del Carmen Descalzo en el convento de los PP. Carmelitas de Independencia, tomando el nombre religioso de Rafael de Nuestra Señora del Carmen. Hizo su profesión de la Regla para seglares el 14 de junio de 1908.
Tuvo una notable actuación durante el Plebiscito de Tacna y Arica 1925-1926. Fue miembro de la Real Academia de Ciencias Políticas y Sociales de Madrid; Comendador de la Orden de la Corona de Italia; Oficial de la Legación de Honor; Asistente al Solio Pontificio 29 de septiembre de 1934.
Fue fundador y presidente honorario de Morning Star Sport Club, institución deportiva que, en 1936, se fusionó con el Club de Deportes Santiago, para juntos dar origen al Club de Deportes Santiago Morning.

## Fallecimiento
Se encontraba a bordo del barco Orbita mientras regresaba de un viaje a Europa. Y sus restos fueron inhumados en la Basílica del Salvador.